# Izabela Campos
Pour les articles homonymes, voir Campos.
Izabela Silva Campos, née le 11 avril 1981 à Belo Horizonte (Minas Gerais, Brésil), est une athlète handisport brésilienne spécialiste du lancer de poids, lancer du disque et du javelot F11/12. Elle est médaillée de bronze aux Jeux paralympiques d'été de 2016 en lancer du disque F11.

## Biographie
À l'âge de cinq ans, elle commence à perdre la vue après avoir contracté la rougeole et finit par devenir complètement aveugle à l'âge de dix-huit ans. Dans une interview en 2017, elle avoue avoir eu la rougeole car sa mère était contre les vaccins. Elle commence l'athlétisme vers huit ans et commence d'abord par du demi-fond avant de se tourner vers les lancers. À l'origine, elle est mise dans des cours de sport pour perdre du poids, ses parents l'ayant confinée chez elle enfant, elle a atteint les 160 kg.
Lors des Jeux paralympiques de 2012, elle participe au lancer du poids F11/12 et termine à la 7e place lors de la finale. En 2015, lors des Jeux parapanaméricains à Toronto, Izabela Campos rafle deux médailles : l'or sur le lancer du disque F11 et l'argent au lancer du poids F12. Au lancer du disque F11 des Jeux paralympiques de Rio, elle réussit un dernier jet à 32,60 m, ce qui lui permet d'obtenir la médaille de bronze derrière les Chinoises Zhang Liangmin (36,35 m) et Tang Hongxia (35,00 m).
Aux Jeux parapanaméricains de 2019 à Lima au Pérou, Izabela Campos remporte l'or sur le lancer du disque F11. Lors de son 4e lancer, elle réussit à jet à 35,32 m, battant de vingt centimètres le record des Jeux. Quelques semaines plus tard, elle monte sur la troisième marche du podium lors des Mondiaux à Dubaï sur la même épreuve avec un jet à 34,28 m derrière l'Italienne Assunta Legnante (37,89 m) et la Chinoise Zhang Liangmin (36,78 m).

## Palmarès
| Année | Compétition            | Lieu           | Place | Concours                |
| ----- | ---------------------- | -------------- | ----- | ----------------------- |
| 2012  | Jeux paralympiques     | Londres        | 7e    | Lancer du poids F11/12  |
| 2013  | Championnats du monde  | Lyon           | 3e    | Lancer du poids F11     |
| 2013  | Championnats du monde  | Lyon           | 9e    | Lancer du disque F11/12 |
| 2015  | Championnats du monde  | Doha           | 3e    | Lancer du disque F11    |
| 2015  | Championnats du monde  | Doha           | 11e   | Lancer du poids F12     |
| 2015  | Jeux parapanaméricains | Toronto        | 1re   | Lancer du disque F11    |
| 2015  | Jeux parapanaméricains | Toronto        | 2e    | Lancer du poids F12     |
| 2016  | Jeux paralympiques     | Rio de Janeiro | 3e    | Lancer du disque F11    |
| 2016  | Jeux paralympiques     | Rio de Janeiro | 11e   | Lancer du poids F12     |
| 2017  | Championnats du monde  | Londres        | 2e    | Lancer du javelot F11   |
| 2017  | Championnats du monde  | Londres        | 3e    | Lancer du disque F11    |
| 2017  | Championnats du monde  | Londres        | 11e   | Lancer du poids F12     |
| 2019  | Championnats du monde  | Dubaï          | 3e    | Lancer du disque F11    |
| 2019  | Championnats du monde  | Dubaï          | 12e   | Lancer du poids F12     |
| 2019  | Jeux parapanaméricains | Lima           | 1re   | Lancer du disque F11    |